# Итапоран-ду-Токантинс

Итапоран-ду-Токантинс на карте штата.

Итапоран-ду-Токантинс (порт. Itaporã do Tocantins) — муниципалитет в Бразилии, входит в штат Токантинс. Составная часть мезорегиона Западный Токантинс. Входит в экономико-статистический микрорегион Мирасема-ду-Токантинс. Население составляет  2 445 человек на 2010 год. Занимает площадь 972,977 км². Плотность населения — 2,51 чел./км².

## Демография
Согласно сведениям, собранным в ходе переписи 2010 г. Национальным институтом географии и статистики (IBGE), население муниципалитета составляет:
| Полное население                               | Полное население                               | Полное население                               | Полное население                               | 2 445 |
| ---------------------------------------------- | ---------------------------------------------- | ---------------------------------------------- | ---------------------------------------------- | ----- |
| в том числе:                                   | Городское население                            | 1 563                                          | Процент городского населения, %                | 63,93 |
|                                                | Сельское население                             | 882                                            | Процент сельского населения, %                 | 36,07 |
|                                                | Мужское население                              | 1 285                                          | Процент мужского населения, %                  | 52,56 |
|                                                | Женское население                              | 1 160                                          | Процент женского населения, %                  | 47,44 |
| Плотность населения, чел/км²                   | Плотность населения, чел/км²                   | Плотность населения, чел/км²                   | Плотность населения, чел/км²                   | 2,51  |
| Население муниципалитета в % к населению штата | Население муниципалитета в % к населению штата | Население муниципалитета в % к населению штата | Население муниципалитета в % к населению штата | 0,18  |

По данным оценки 2016 года население муниципалитета составляет 2 476 жителей.

## Статистика
- Валовой внутренний продукт на 2003 составляет 8.166.538,00 реалов (данные: Бразильский институт географии и статистики).
- Валовой внутренний продукт на душу населения на 2003 составляет 3.945,19 реалов (данные: Бразильский институт географии и статистики).
- Индекс развития человеческого потенциала на 2000 составляет 0,709 (данные: Программа развития ООН).

## Важнейшие населенные пункты
| № | Населённый пункт      | Населённый пункт (порт.) | Категория | Население чел. (2010) | На карте                       |
| - | --------------------- | ------------------------ | --------- | --------------------- | ------------------------------ |
| 1 | Итапоран-ду-Токантинс | Itaporã do Tocantins     | город     | 1 563                 | 8°34′21″ ю. ш. 48°41′25″ з. д. |